# نوكس ليه مينيس
نوكس ليه مينيس (بالفرنسية: Nœux-les-Mines)‏ هي بلدية تقع في إقليم باد كاليه من منطقة نور با دو كاليه في شمال فرنسا. تبلغ مساحة هذه المدينة 8.84 (كم²)، وترتفع عن سطح البحر م، يبلغ عدد سكانها 12256 نسمة حسب إحصاء المعهد الوطني للإحصاء والدراسات الاقتصادية سنة 2009 م. وترأس Jacques Villedary البلدية خلال فترة (2008-2014).

## أعلام
- ريموند كوبا